# Brandlbracke
Brandlbracke, även österrikisk stövare, är en hundras från Österrike som i Sverige räknas som en stövare. 
Den är en jakthund vilken används som drivande hund och viltspårhund. Namnet syftar på de rödbruna partierna i färgvarianten black and tan; det finns även en rent rödbrun variant. Rasen används till drevjakt på hare och kanin. Då är den skalldrivande och har ett klangrikt skall. När den spårar i lina är den tyst. Brandlbracke är uthållig och väl anpassad till jakt i alpterräng. Rasen erkändes 1884.